# Valdir Pereira
Valdir Pereira (Campos dos Goytacazes, 8 oktober 1928 – Rio de Janeiro, 12 mei 2001), beter bekend onder zijn voetbalnaam Didi, was een Braziliaans profvoetballer en voetbaltrainer. Hij vormde samen met Pelé en Garrincha de aanval van het Braziliaanse elftal dat in 1958 en 1962 wereldkampioen werd.
Didi was een zeer begaafde spelmaker die bekendstond om zijn lange ballen en vrije trappen. Hij was de uitvinder van de folha seca ("dor blad") waarmee hij een dusdanig effect aan de bal meegaf waardoor het leek alsof deze over het doel zou verdwijnen maar op het laatste moment tussen de palen verdween als een dor blad dat van de boom was gevallen.
Didi overleed op 12 mei 2001 als gevolg van complicaties bij een operatie.

## Clubcarrière
Didi werd geboren in Campos dos Goytacazes, gelegen op 200 kilometer ten noorden van Rio de Janeiro. Daar leerde hij het voetballen op straat in wedstrijdjes op blote voeten. Op 14-jarige leeftijd moest Didi dit bijna opgeven, nadat hij geblesseerd raakte en er een infectie ontstond aan zijn rechterknie. Het zag ernaar uit dat zijn been moest worden geamputeerd, maar Didi herstelde nadat hij zes maanden had doorbracht in een rolstoel. Twee jaar later tekende hij zijn eerste contract in zijn geboorteplaats bij de gelijknamige club.
In 1949 maakte hij de overstap naar Fluminense, een van de grootste clubs van Rio. Daar maakte Didi indruk, maar werd hij in 1950 nog te jong bevonden om deel te nemen aan het WK voetbal in eigen land. Wel maakte hij datzelfde jaar deel uit van een vertegenwoordigend elftal uit Rio dat het Maracanã feestelijk opende tegen een team uit São Paulo. In het duel scoorde Didi het eerste doelpunt ooit in een van de grootste stadions ter wereld. Een jaar later won hij met zijn club het Staatskampioenschap van Rio de Janeiro en nog een jaar later de Copa Rio. Didi kwam destijds echter in de problemen toen de aartsrivaal van Fluminense, Botafogo, hem probeerde binnen te halen. De relatie tussen Fluminense en Didi verslechterde daardoor, ook omdat hij werd bekritiseerd nadat hij zijn vrouw en jonge dochter had verlaten voor de actrice Guiomar Batista. Uiteindelijk maakte Didi in 1956 na zeven jaar de overstap naar Botafogo voor twee miljoen cruzeiro, destijds een recordbedrag. Bij Botafogo kreeg hij meteen een band met Nílton Santos en Garrincha, waarmee hij een jaar later samen het Staatskampioenschap zou vieren.
In 1959 maakte de spelmaker de overstap naar Real Madrid, waar hij de eerste zwarte speler werd uit de clubhistorie. Real was destijds een van de beste clubs ter wereld maar Didi kende er een frustrerende periode. Didi kon geen basisplaats afdwingen en kreeg problemen met Alfredo Di Stéfano, die zijn sterrenstatus niet wilde delen. De Braziliaan besloot daarom na twee seizoenen terug te keren naar Botafogo. Met die club won hij in 1961 en 1962 opnieuw het Staatskampioenschap. De spelmaker speelde daarna nog bij enkele andere clubs voordat hij zijn actieve carrière beëindigde in 1966.

## Interlandloopbaan
In 1952 maakte Didi zijn debuut voor het Braziliaanse elftal. Twee jaar later maakte hij zijn opwachting op het WK voetbal in Zwitserland. Daar werd Brazilië naar huis gestuurd door Hongarije in de kwartfinale, na een wedstrijd die de geschiedenisboeken in zou gaan als het Gevecht van Bern. Het werd een van de meest onsportieve duels uit de WK historie. In 1958 was Didi inmiddels uitgegroeid tot een van de sleutelfiguren van het Braziliaanse elftal dat met een revolutionaire 4-2-4 formatie afreisde naar het WK voetbal in Zweden. Het was destijds Didi die het vertrouwen gaf aan de 17-jarige Pelé, waardoor het elftal uiteindelijk met de titel naar huis ging. Nadat Brazilië in de finale op een 1-0-achterstand kwam te staan tegen Zweden, zorgde Didi voor de ommekeer waardoor uiteindelijk met 5-2 werd gewonnen. Didi werd vervolgens verkozen tot de beste speler van het WK.
In 1962 vond het WK voetbal plaats in Chili. Didi wilde graag deelnemen maar de Braziliaanse pers klaagde dat de 33-jarige spelmaker daar te oud voor zou zijn. Didi counterde: "het is de bal die het werk moet doen, niet de speler". Brazilië bereikte opnieuw de finale, waarin Tsjecho-Slowakije met 3-1 werd verslagen. Het werd de laatste interland van Didi.

## Trainerscarrière
Na zijn actieve loopbaan was Didi actief als trainer in Brazilië, Argentinië, Peru, Turkije en Saoedi-Arabië. Zijn grootste succes kende Didi in 1970 toen hij Peru naar de kwartfinales van het WK voetbal loodste. Daarin werd uiteindelijk verloren van de latere wereldkampioen Brazilië. Daarnaast won hij met Fenerbahçe in 1974 de dubbel en wist hij een jaar later het landskampioenschap te prolongeren.

## Erelijst

### Speler
Met Fluminense:
- Campeonato Carioca: 1951
- Copa Rio 1952

Met Botafogo:
- Campeonato Carioca: 1957, 1961, 1962

Met Real Madrid:
- Europacup I: 1958/59, 1959/60

Met Brazilië:
- Wereldkampioen: 1958, 1962
- Copa Oswaldo Cruz: 1955, 1958, 1961, 1962
- O'Higgins Cup: 1955, 1961
- Pan-Amerikaanse Spelen: 1952
- Atlantic Cup: 1956

Individueel:
- Beste speler van het WK: 1958

### Trainer
Met Fenerbahçe:
- Süper Lig: 1973/74, 1974/75
- Turkse voetbalbeker: 1973/74